# Heather Bansley
Heather Bansley (* 13. September 1987 in London (Ontario)) ist eine kanadische Beachvolleyballspielerin. Mit Sarah Pavan und Brandie Wilkerson erreichte sie diverse Endspiele auf der FIVB World Tour und jeweils den fünften Rang bei den Olympischen Spielen 2016 und 2021. Zuvor wurde sie einmal Landesmeisterin ihres Heimatlandes im Sand.

## Karriere
Bansley nahm 2007 mit Dianne Burrows an der Junioren-Weltmeisterschaft in Modena teil und belegte den 19. Platz. Im folgenden Jahr spielte sie mit Christine Lamey ein Satellite-Turnier in Laredo. Bei den Phuket Open 2009 nahm sie mit ihrer neuen Partnerin Elizabeth Maloney erstmals an einem Turnier der FIVB World Tour teil. Auf der World Tour 2010 kamen Bansley/Maloney in Kristiansand auf den 17. Platz, bevor sie wiederum in Phuket als Neunte die Top Ten erreichten. Außerdem gewannen sie die nationale Meisterschaft. In Peking spielten sie in der Saison 2011 ihren ersten Grand Slam. Bei der WM in Rom besiegten Bansley/Maloney zum Auftakt das australische Duo Hinchley/Rohkamper und kamen als Gruppendritte in die erste Hauptrunde; dort unterlegen sie den US-Amerikanerinnen Kessy/Ross. Im weiteren Verlauf der Saison schafften sie als Siebte der Québec Open, Neunte des Grand Slams in Stare Jabłonki und Siebte in Phuket weitere Top-Ten-Ergebnisse. Bei der NORCECA-Meisterschaft in Mexiko wurden sie Vierte. In die World Tour 2012 starteten sie mit den Plätzen sieben und neun in Sanya und Shanghai. Anschließend kamen sie nicht über den 17. Rang hinaus. Bei der Continental Tour 2013 belegten sie die Ränge vier und fünf. Nachdem Bansley mit Sarah Pavan Neunte in Corrientes geworden war, kam sie beim Continental Cup in Campinas mit Maloney auf den vierten Rang.
Anschließend bildete sie ein festes Duo mit Pavan. Bei der Weltmeisterschaft 2013 in Stare Jabłonki erreichten sie als Gruppenzweite die erste Hauptrunde, die sie im Tiebreak gegen die Österreicherinnen Hansel/Schützenhöfer verloren. Als Fünfte des Grand Slams in Long Beach gelang ihnen ihr bestes Ergebnis des ersten gemeinsamen Jahres. Das gleiche Resultat erzielten sie zum Auftakt der World Tour 2014 bei den Prag Open. Nach drei 17. Plätzen in Folge wurden sie auch beim Grand Slam in Gstaad Fünfte. Weitere Top-Ten-Platzierungen gelangen ihnen als Neunte in Klagenfurt und Fünfte in Stare Jabłonki.
Die Saison 2015 eröffneten sie mit einem fünften Rang in Fuzhou. Anschließend erreichten sie bei den Prag Open erstmals ein Finale eines FIVB-Turniers und unterlagen den Brasilianerinnen Ágatha/Bárbara. Kurz darauf standen sie auch beim Poreč Major im Endspiel. Diesmal mussten sie sich Larissa/Talita geschlagen geben. Bei der WM in den Niederlanden kamen sie als Gruppenzweite bis ins Viertelfinale, in dem sie gegen Antonelli/Juliana ausschieden. Es folgten zwei dritte Plätze beim Gstaad Major und dem Grand Slam in Yokohama und auch bei den weiteren FIVB-Turnieren des Jahres blieben Pavan/Bansley in den Top Ten. Beim World Tour Final in Fort Lauderdale wurden sie Vierte. Auf der World Tour 2016 wurden sie Fünfte in Rio de Janeiro und Dritte in Moskau sowie einige Male Neunte. In Poreč erreichten sie zum zweiten Mal in Folge das Endspiel; diesmal verloren sie gegen das deutsche Duo Laboureur/Sude. Als drittbestes Team der Olympiarangliste qualifizierten sie sich für die Olympischen Spiele in Rio de Janeiro. Dort blieben sie in der Vorrunde und im Achtelfinale ohne Satzverlust, bevor sie sich im Viertelfinale den späteren Olympiasiegerinnen Laura Ludwig und Kira Walkenhorst geschlagen geben mussten. Nach den Olympischen Spielen trennten sich Bansley und Pavan.
Beim World Tour Final 2016 in Toronto trat Bansley erstmals mit ihrer neuen Partnerin Brandie Wilkerson an und wurde dort Neunte. Bansley/Wilkerson kamen auf der World Tour 2017 bei den Turnieren in Fort Lauderdale (fünf Sterne) und Rio de Janeiro jeweils auf den neunten Rang. Nach einem fünften Platz beim Drei-Sterne-Turnier in Den Haag wurden sie bei den höherwertigen Turnieren in Poreč und Gstaad wieder Neunte.
2021 erreichten Bansley/Wilkerson beim olympischen Beachvolleyballturnier in Tokio als Dritte ihrer Vorrundengruppe das Achtelfinale, in dem sie gegen die US-Amerikanerinnen Claes/Sponcil gewannen. Im Viertelfinale schieden sie gegen die Lettinnen Graudiņa/Kravčenoka aus.
Anfang 2022 wurde die Trennung von Bansley und Wilkerson bekannt. Kurz darauf beendete Bansley zunächst ihre aktive Karriere, um als Beachvolleyballtrainerin zu arbeiten. Im Sommer 2023 hatte sie ein Comeback an der Seite von Sophie Bukovec. Die beiden erreichten das Finale der kanadischen Landesmeisterschaften, gewannen das Futures in Halifax und standen eine Saison später im Endspiel beim Challenge in Recife. Anschließend erkämpften sie Bronze beim gleichwertigen Wettbewerb in Guadalajara. Die Vorschlussrunde erreichten sie ebenfalls in Stare Jabłonki, mussten jedoch den dritten Platz kampflos den Spanierinnen Liliana und Paula überlassen. Ihren bis zu diesem Zeitpunkt wichtigsten gemeinsamen Sieg erkämpften die Kanadierinnen am 23. Juni 2024, als sie im Endspiel des NORCECA–Cups die Mexikanerinnen  Gutierrez/Torres bezwangen und so ihrem Heimatland einen weiteren Startplatz für die Olympischen Spiele sicherten. In Paris blieben die beiden satz- und sieglos.